# Teplicska
Teplicska (szlovákul: Liptovská Teplička, németül: Zeplitschke) község Szlovákiában, az Eperjesi kerületben, a Poprádi járásban.

## Fekvése
Poprádtól 25 km-re délnyugatra, a Fekete-Vág partján, a Király-hegy északi lábánál fekszik.

## Története
A régészeti leletek tanúsága szerint területén már a kőkorszakban is éltek emberek.
A falut árvai gorál telepesek alapították a 17. század első felében. 1634-ben említik először a liptóújvári uradalom birtokaként. Lakói földműveléssel, állattenyésztéssel, fakitermeléssel és faúsztatással foglalkoztak. 1706-ban fatemplomot építettek, melyet Keresztelő Szent János tiszteletére szenteltek fel. 1715-ben 22, 1720-ban 17 adózója volt. A fatemplomot 1759-ben kőtemplommá építették át barokk stílusban. Plébániáját 1766-ban alapították, ebből az évből származik az első adat a falu iskolájáról is. 1784-ben 131 házában 1176-an éltek.
A 18. század végén Vályi András így ír róla: „TEPLICSKA. Tót falu Liptó Várm. földes Ura a’ Királyi Kamara, lakosai többfélék, fekszik Boczához 3/4 mértföldnyire; fája, teje van, földgye többnyire sovány; határja hegyes, vőlgyes, piatza 2 órányira.”
1828-ban 144 háza és 1221 lakosa volt.
Fényes Elek 1851-ben kiadott geográfiai szótárában így ír a faluról: „Teplicska, tót f., Liptó vgyéb., Szepes szélén a Kárpátok közt; 1216 kath., 5 evang. lak. Kath. paroch. templom. Roppant erdőség. Földje csak zabot terem.”
1899-ben a település nevét „Királyhegyfalura” magyarosították, de a lakosság ezt nem fogadta el. A trianoni diktátumig Liptó vármegye Liptóújvári járásához tartozott.
A háború után sok lakója kivándorolt a tengerentúlra. Ma a falu elsősorban üdülő- és turistaközpont. Lakói idegenforgalomból élnek, valamint poprádi és szviti üzemekben dolgoznak.

## Népessége
| Év:            | 1994. | 2004.   | 2014.   | 2024.   |
| -------------- | ----- | ------- | ------- | ------- |
| Emberek száma: | 2180  | 2293    | 2434    | 2362    |
| Eltérés:       |       | +5,18 % | +6,14 % | -2,95 % |

| Év:            | 2023. | 2024.   |
| -------------- | ----- | ------- |
| Emberek száma: | 2380  | 2362    |
| Eltérés:       |       | -0,75 % |

1910-ben 1687, túlnyomórészt szlovák anyanyelvű lakosa volt.
2001-ben 2277 lakosából 1926 szlovák és 338 cigány volt.
2011-ben 2412 lakosából 2221 szlovák és 52 cigány volt.
2021-ben 2405 lakosából 1 (+1) magyar, 114 (+76) cigány, (+4) ruszin, 2231 (+41) szlovák, 4 (+1) egyéb és 55 ismeretlen nemzetiségű volt.

## Nevezetességei

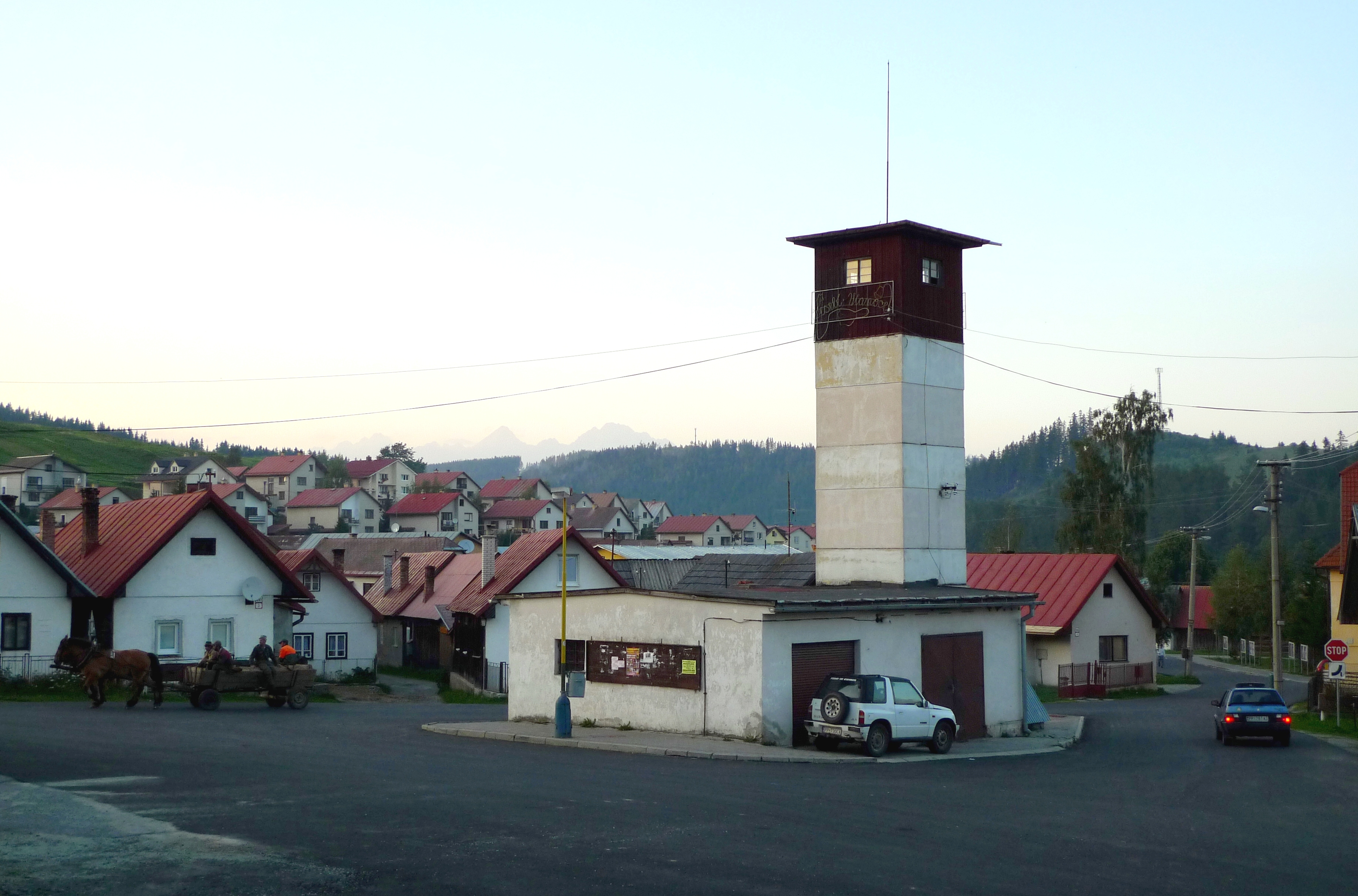

- Római katolikus temploma 1759-ben épült barokk stílusban.